# Nauru ai Giochi della XXXII Olimpiade
Nauru ha partecipato ai Giochi della XXXII Olimpiade, che si sono svolti a Tokyo, Giappone, dal 23 luglio all'8 agosto 2021 (inizialmente previsti dal 24 luglio al 9 agosto 2020 ma posticipati per la pandemia di COVID-19). La delegazione era composta da due atleti, un uomo e una donna.

## Delegazione
| Sport             | Uomini | Donne | Totale |
| ----------------- | ------ | ----- | ------ |
| Atletica leggera  | 1      | -     | 1      |
| Sollevamento pesi | -      | 1     | 1      |
| Totale            | 1      | 1     | 2      |

## Risultati

### Atletica leggera

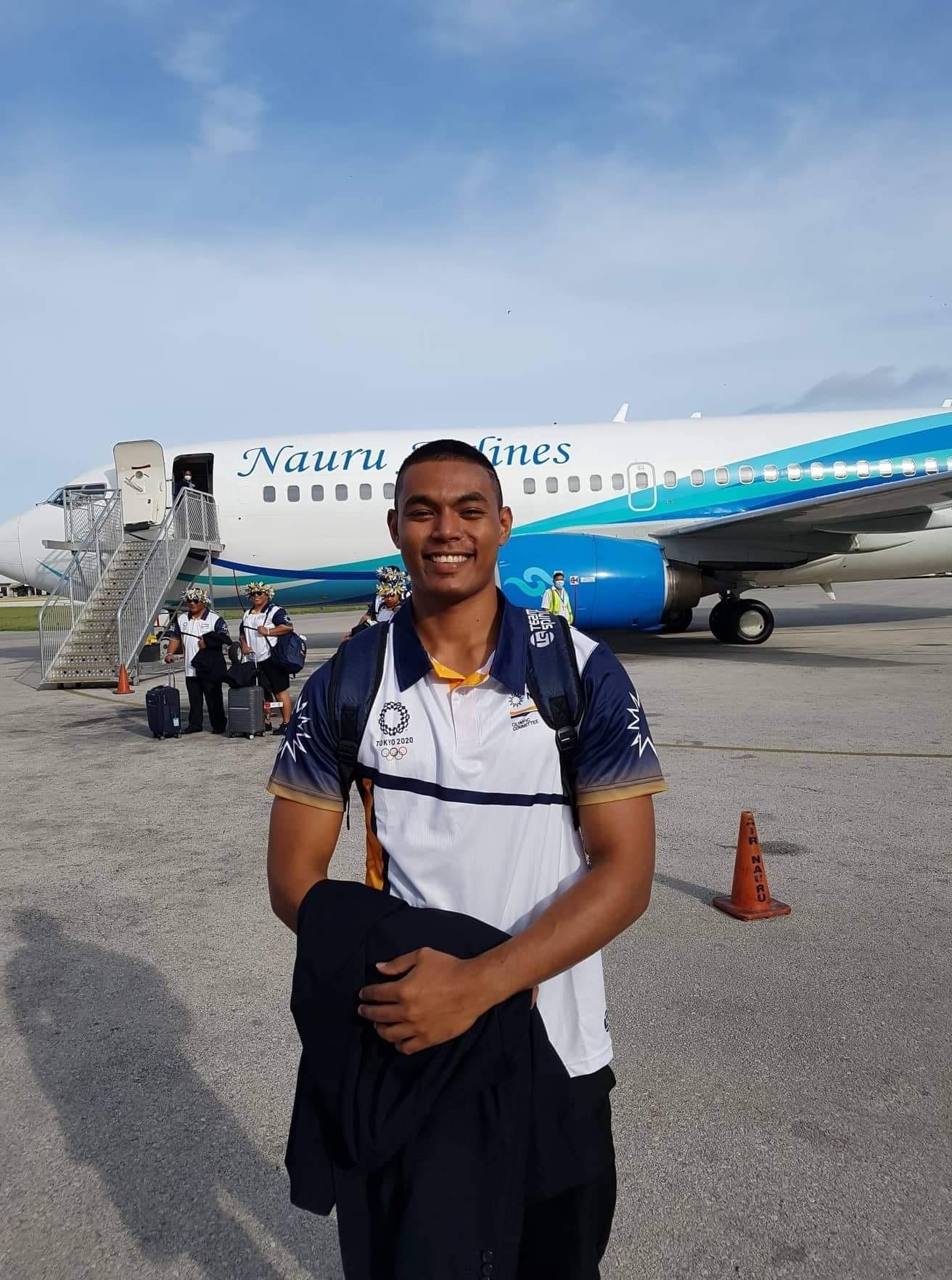
Jonah Harris in partenza per Tokyo

| Q | Qualificato al turno successivo per la posizione in qualificazione                                                           |
| q | Qualificato per il turno successivo per ripescaggio o, negli eventi su campo, conquistando la misura minima per qualificarsi |

Maschile
Eventi su pista e strada
| Atleta       | Evento | Preliminari | Preliminari | Batteria        | Batteria        | Semifinale      | Semifinale      | Finale          | Finale          |
| Atleta       | Evento | Risultato   | Posizione   | Risultato       | Posizione       | Risultato       | Posizione       | Risultato       | Posizione       |
| ------------ | ------ | ----------- | ----------- | --------------- | --------------- | --------------- | --------------- | --------------- | --------------- |
| Jonah Harris | 100 m  | 11.01       | 5º          | non qualificato | non qualificato | non qualificato | non qualificato | non qualificato | non qualificato |

### Sollevamento pesi
Femminile
| Atleta              | Evento | Strappo   | Strappo    | Slancio   | Slancio    | Totale | Classifica |
| Atleta              | Evento | Risultato | Classifica | Risultato | Classifica | Totale | Classifica |
| ------------------- | ------ | --------- | ---------- | --------- | ---------- | ------ | ---------- |
| Nancy Genzel Abouke | -76 kg | 90        | 14ª        | 113       | 10ª        | 203    | 10ª        |